# Вишапы
Вишапы (арм. վիշապներ — драконы) — древние мифологические существа, которых изображали в виде высоких каменных изваяний, менгиров вишапакаров (от слов — «вишап» и «кар» (арм. камень)). Вишапы распространены в мифологиях стран Армянского нагорья и Передней Азии. Первоначально вишапы являлись божествами или духами воды и, вероятно, были связаны с куро-аракской археологической культурой. Народы, населяющие Армянское нагорье во II тысячелетии до н. э. или ранее, вытёсывали изображения вишапов из камня и устанавливали их у подземных источников воды. С течением времени мифологический образ вишапов претерпел изменения и в мифологиях разных народов стал ассоциироваться со злыми духами, драконами и т. п., зачастую сохраняя первоначальную связь с водой. Статуи вишапов достигали пяти метров в высоту и, как правило, имели форму рыб, реже — форму растянутой на кольях шкуры быка.

## История открытия изваяний
В 1909 году Н. Я. Марр и Я. И. Смирнов во время проведения археологических раскопок в Гарни в Армении слышали от местных жителей о каменных «вишапах», лежащих высоко в горах, на летних кочевьях. Учёные предприняли поездку в горы Гегамского хребта, чтобы установить основу слухов и проверить представляет ли она научный интерес. Учёные действительно обнаружили мегалитические каменные изваяния на высокогорной кочёвке (яйле), которую армяне называли «Вишапнер», а местные курды «Аждаха-юрт». Большинство изваяний имели форму рыб. Самый крупный из обнаруженных вишапакаров достигал 4,75 метров при ширине 0,55 метров. Все они к 1909 году были повалены на землю, некоторые из них пришлось откапывать.

Первые вишапакары, исследованные учёными. Экспедиция Н.Я. Марра и Я.И. Смирнова 1909 года, Аждаха-юрт, Гегамский хребет
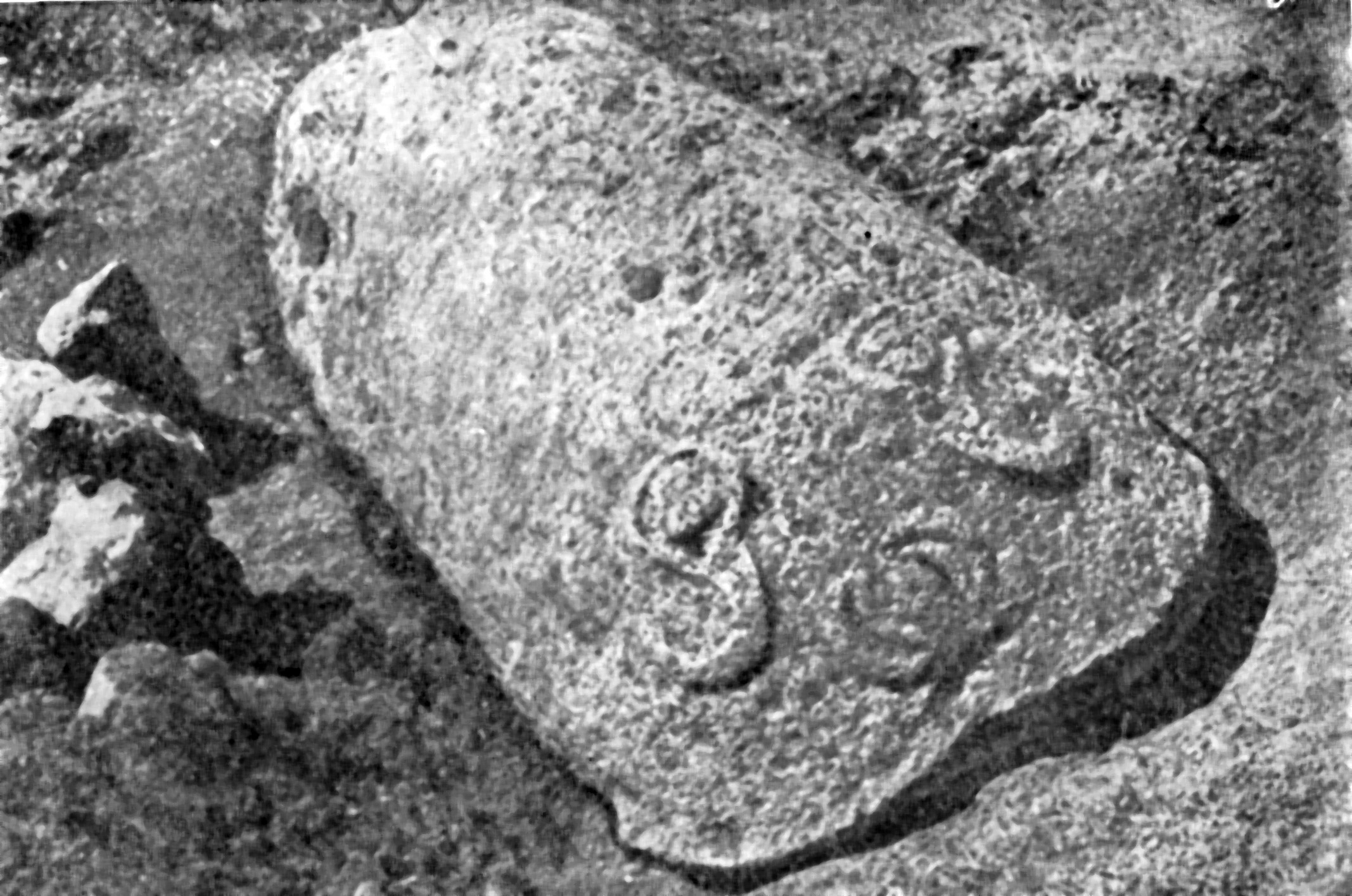
Часть вишапакара № 5, Аждаха-юрт
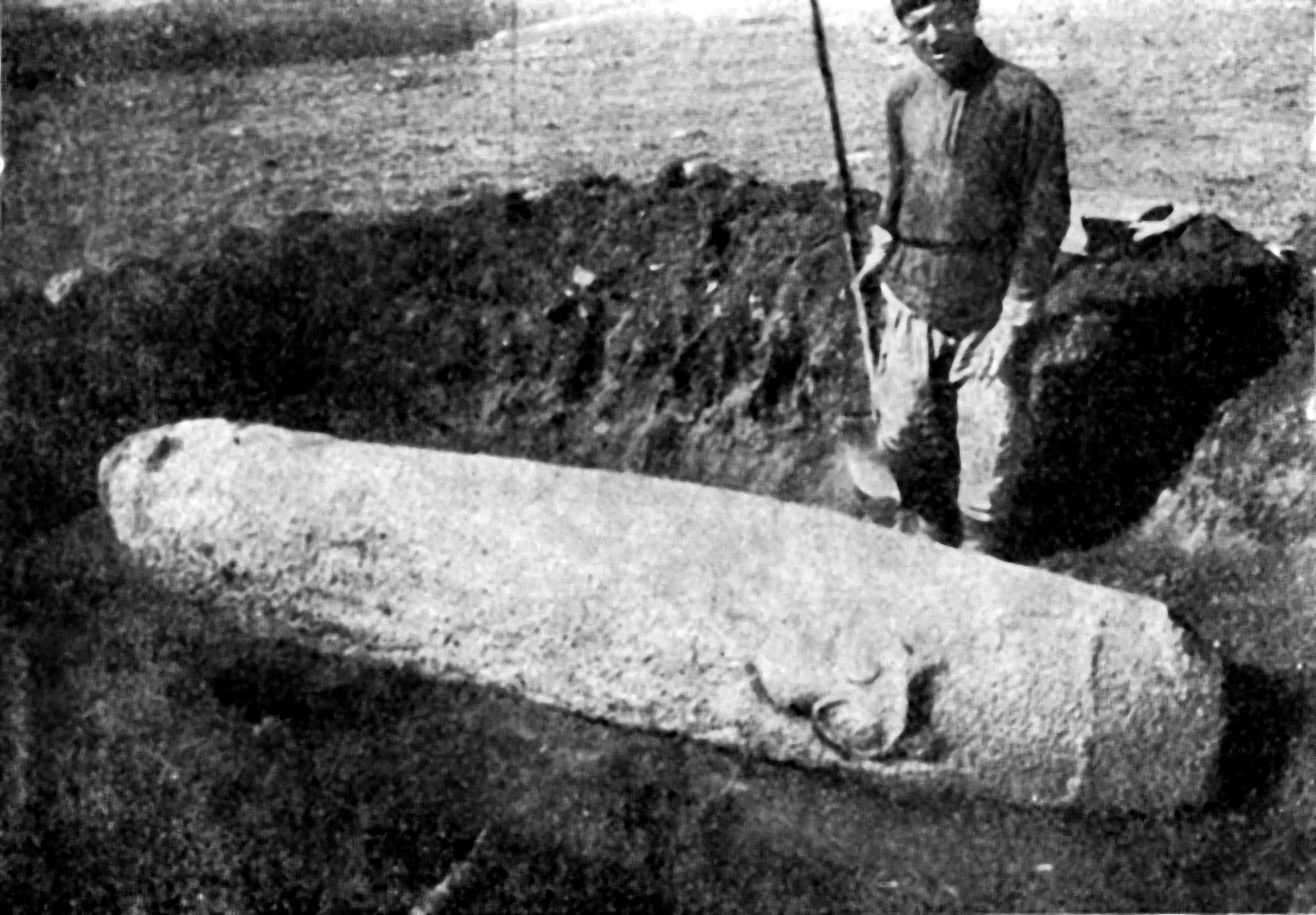
Вишапакар № 6, Аждаха-юрт. Ныне установлен перед Этнографическим музеем Армении «Сардарапат» в городе Армавир.

В скором времени вишапакары удалось обнаружить и на других высокогорных стоянках: Токмаган-гёль и Гёль-юрт. К 1910 году Н. Я. Марр и Я. И. Смирнов обнаружили 27 идентичных памятников на стоянках Гегамского хребта. Вскоре аналогичные памятники были обнаружены в южной Грузии и в восточной Турции, а также в других районах Армении, в частности, вблизи озера Севан, у подножья горы Арагац.

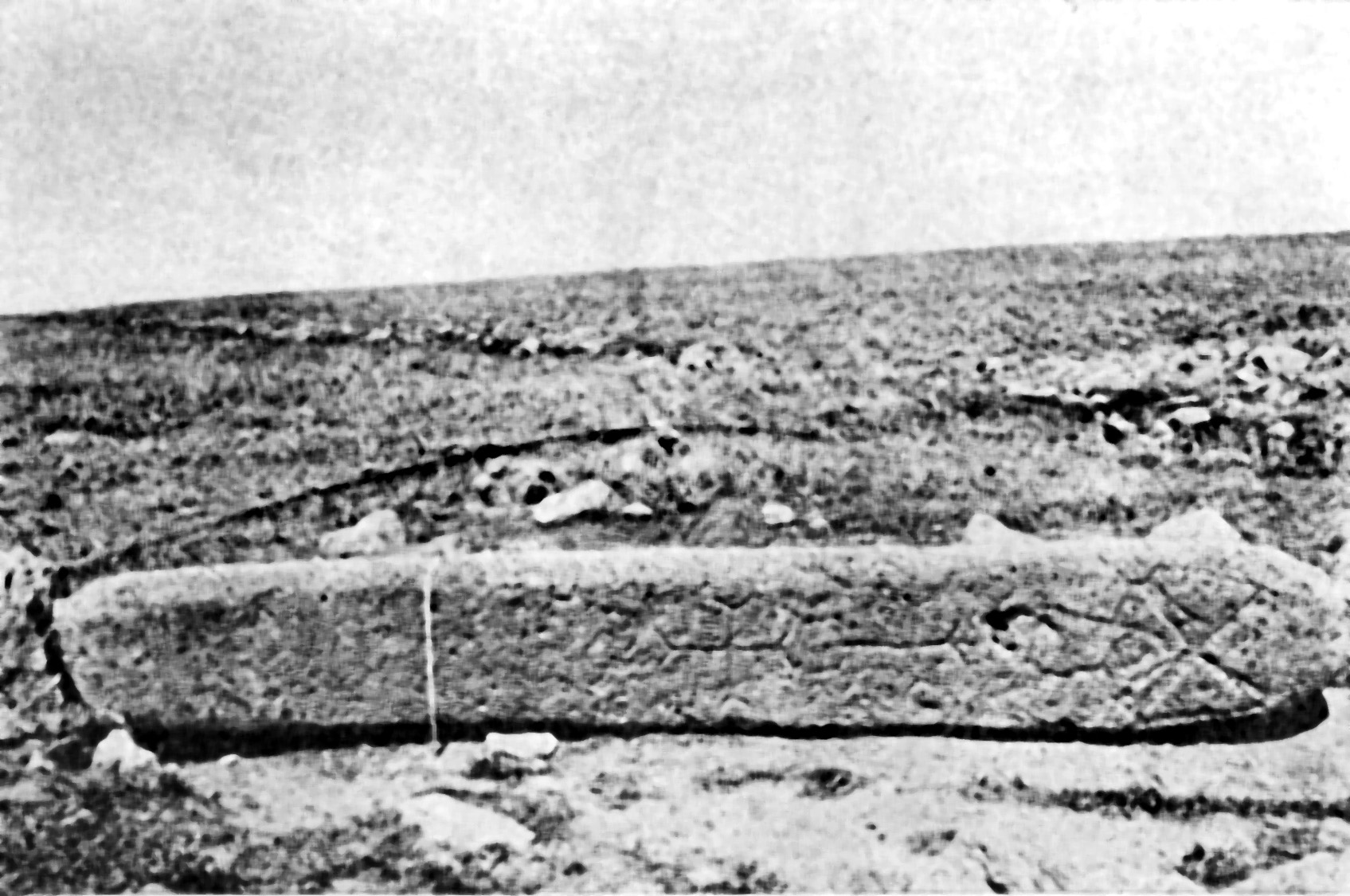
Вишап № 1 (Аждаха-юрт), содержащий более поздние армянские символы

### Датировка статуй
Точная датировка этих мегалитов, как правило, представляет определённые трудности. Вблизи вишапов не было обнаружено остатков древних поселений, костров или других органических остатков, к которым мог быть применён радиоуглеродный анализ. Однако, обнаруженный в Аждаха-юрте вишапакар № 1 содержал более поздние рисунки крестов и армянскую надпись, датируемую XIII веком нашей эры. На основании этой находки учёные первоначально предположили, что вишапакары были воздвигнуты в I тысячелетии нашей эры. Расположение крестов и текста свидетельствовало о том, что в XIII веке вишап № 1 ещё находился в вертикальном положении. Через несколько десятилетий, в 1963 году в Гарни был открыт вишапакар, на котором оказалась более ранняя урартская клинописная надпись урартского царя Аргишти I. Эта находка позволяет датировать вишапакары доурартским временем, то есть, по крайней мере, началом I тысячелетия до н. э., а скорее всего II тысячелетием до н. э..

## Формы изображений вишапов

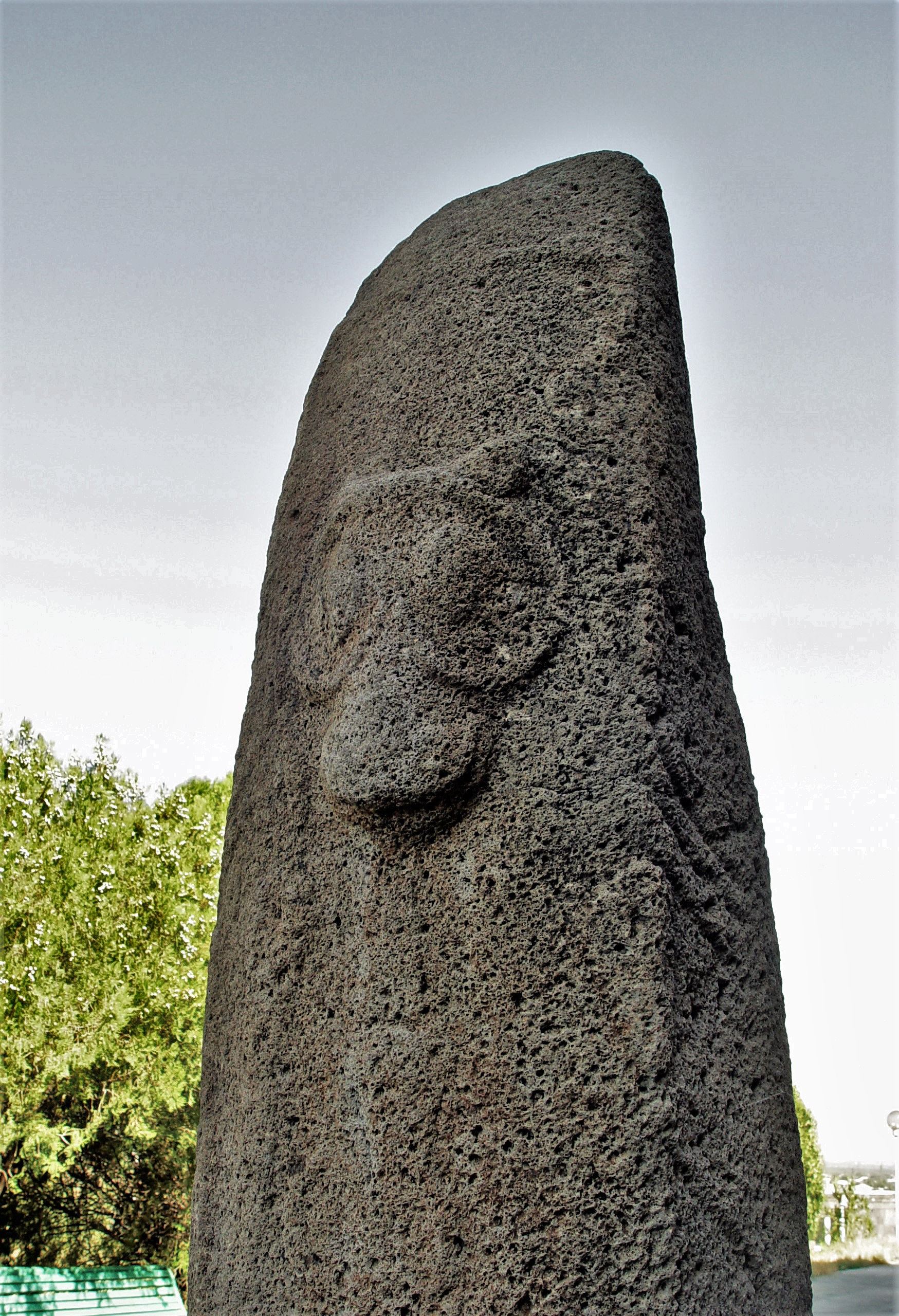
Вишапакар № 6, Аждаха-юрт.

Все обнаруженные вишапакары высечены из цельного камня. Высота их колеблется от трёх до пяти метров. Часть из них имела форму рыбы, чаще напоминающую сома. Туловище рыбы проработано лишь частично, но обычно изображены глаза, рот, хвост и жабры. Часть скульптур представляют собой изображения копытного животного (быка или барана), вероятно приносимого в жертву. Иногда изображена лишь шкура животного, растянутая на кольях. Кроме этого, многие вишапакары содержат другие рельефные изображения, высеченные в центральной части. К таким изображениям относятся шкуры копытных животных (быков, баранов); волнистые линии, изображающие струи воды, иногда изливающиеся изо рта быков; длинноногие птицы (журавли или аисты); реже змеи.

## Вишапакары и древниеканалы
Почти все находки, изображающие вишапов в Армении связаны с горными источниками (Аждаха-юрт) или даже с остатками древних ирригационных сооружений. Остатки таких сооружений были обнаружены рядом с мегалитами на стоянках Токмакаган-гёль и Имирзек Гегамского хребта, у Артанышского залива озера Севан, на левом берегу реки Архашан на южном склоне горы Арагац. Хотя ирригационные сооружения не могут быть датированы точно, и сохраняется возможность, что они были построены уже во времена Средневековья, несомненна связь вишапакаров с источниками воды, которые питали каналы, возможно сооружённые позднее. На основании этих данных, а также в сочетании с повторяющимися изображениями воды на вишапакарах, учёные связывают изображённых на них существ с древними культами плодородия и воды.

## Вишапы в мифологии

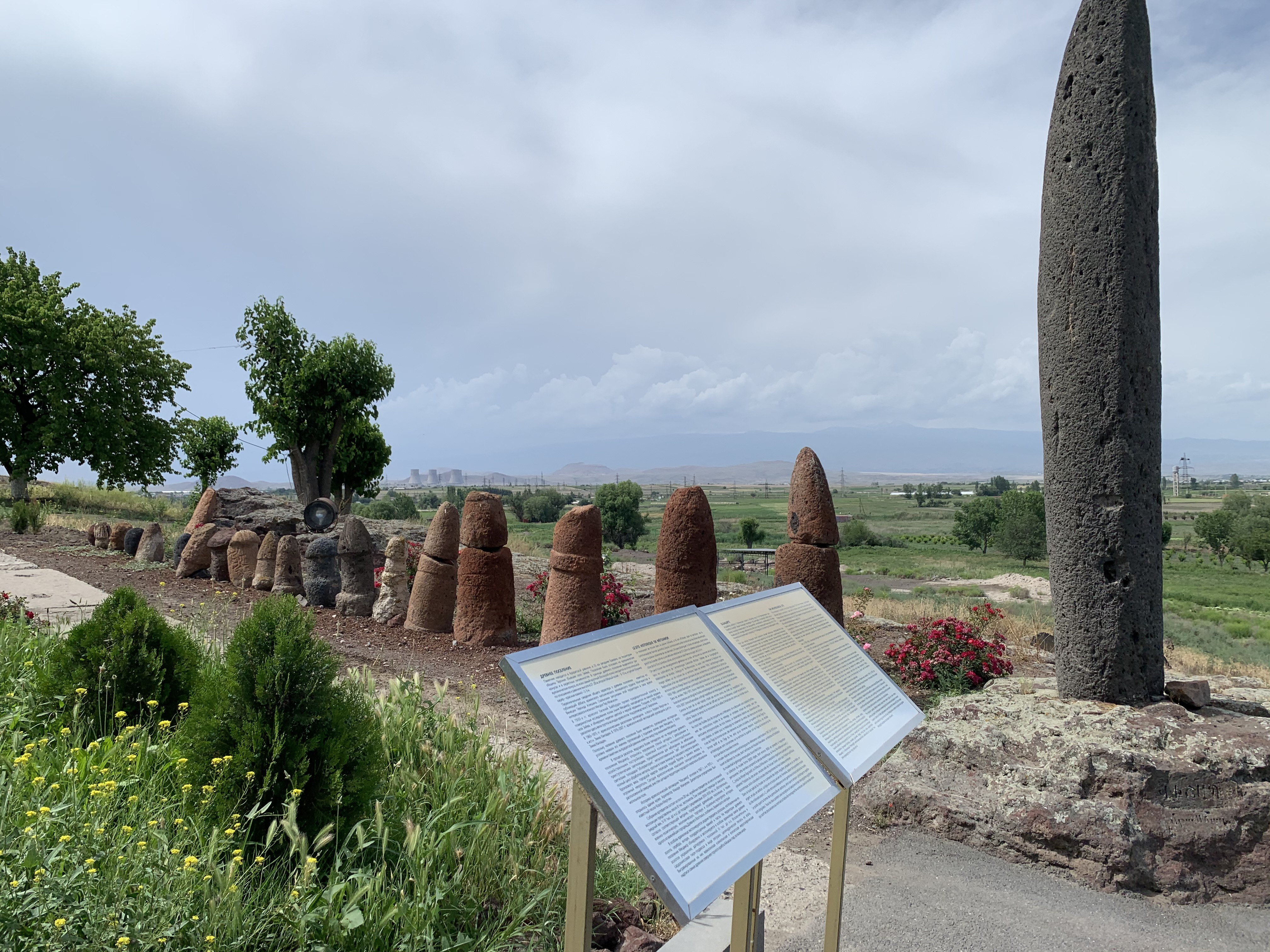
Вишапы, стоящие на руинах Мецаморского городища. Музей — заповедник Мецамор

Учёные предполагают, что первоначальное значение вишапа с течением времени и под влиянием христианства трансформировалось, и вишап из божества воды превратился в демона или даже дракона. В современном армянском языке слово «вишап» (арм. վիշապ) означает «дракон». Вероятно, что это слово было заимствовано из иранских языков (авест. višāpa) во время нашествия мидийцев или Ахеменидов. К этому времени первоначальное значение вишапов было забыто местным населением. Армянский и грузинский фольклор сохранил сказания о «вешапе-змее» (груз. ვეშაპი vešaṗi) — чудище, живущем в горах. Некоторые легенды, приводимые армянским историком Мовсесом Хоренаци, содержат упоминание о вишапах — чудищах, живущих на горе Арарат наряду с каджами. Исследователи также отмечают, что следы древнего культа воды сохранились во многих сказаниях. Так, например, Н. Я. Марр собрал несколько примеров сказок и легенд о вишапах, когда после убийства чудища положительными героями из живота вишапа начинает литься целебная вода. В курдском фольклоре также есть упоминания магической рыбы «Аждахак». Кроме этого, в некоторых армянских сказках вишап фигурирует в виде «морской бури», а также словом «вишап» переводится слово «кит» в древнеармянском и древнегрузинском переводах Библии.
Ещё одним примером позднего мифологического напластования служат рассказы местных жителей о вишапакарах, расположенных на склонах горы Арагац. В рассказах, собранных Н. Я. Марром в 1910 году, эти мегалиты называются «могилами огузов» (великанов), — местные жители принимали вишапакары за надгробия. Проведённые раскопки не выявили остатков древних кладбищ, однако, нашли следы древних каналов.

### Вишапы в армянской мифологии

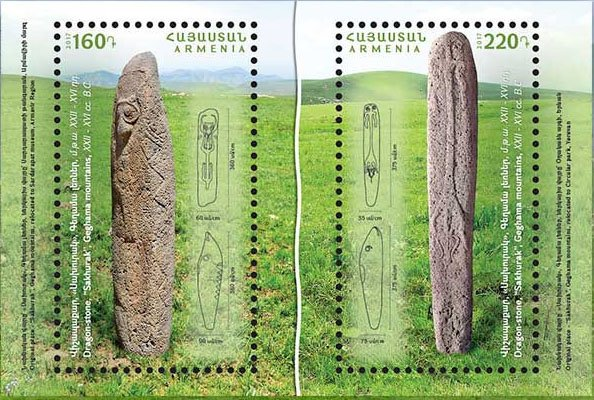
Почтовый блок Армении, 2017

Согласно древнеармянским мифологическим представлениям, вишапы живут в небе, в больших озёрах, либо на вершинах гор, причём, во время грозы, небесные вишапы спускаются вниз, а вишапы гор и озёр поднимаются в небо. Большой вишап может поглотить солнце, от чего происходят солнечные затмения. С вишапами борется бог Ваагн.
В эпосе вишапы завладевают водными источниками и заставляют приносить себе в жертву девушек; с ними борются и побеждают герои. Вишапом был также Аждахак (иранский Аджи-Дахака). Он был героем древнего «грозового» мифа, в котором вишап грозы похищает сестру или жену бога. В эпосе сюжет был перенесен на Адждахака, армянского царя Тиграна и его сестру Тигрануи. Жена Адждахака и «матерь вишапов» именуется при этом Айнуш. Тигран побеждает и убивает Адждахака и уводит вишапов вместе с Айнуш в плен; их потомками считалось иранское население района Арарата — «марды».
В эпосе «Випасанк» рассказывается о взаимоотношениях этих вишапидов с легендарными армянскими царями: предводитель и отец вишапов Аргаван приглашает к себе на обед царя Арташеса с сыновьями и строит против него козни; Арташес, вернувшись в Арташат, посылает сына Мажана с войском для уничтожения Вишапа. Однако тот не выполнил приказания отца; затем вишапов истребляет Артавазд.
С утверждением христианства, борющийся с вишапами Ваагн был заменён архангелом Гавриилом. Гавриил (Габриел Хрештак) со своими ангелами вступает в сражение с вишапами, которые во время грозы пытаются поглотить солнце (при этом грозовые тучи — огненные тела вишапов, гром — их крик, а молния — стрела Гавриила, посох или прут ангелов). Ангелы вздымают вишапов к самому солнцу, от лучей которого те превращаются в пепел, сыплющийся на землю. Вишапом называли также и самого Сатану.
Хотя вишапы изображаются в армянской мифологии драконами, в тексте сказаний прослеживаются связи с водной стихией: с дождём, озёрами, реками, горными источниками; вишапы «завладевают водными источниками» и т. п. Битвами вишапов с Вахагном в древней Армении объяснялись штормы, возникающие на озере Ван.

## Схожие мегалитические сооружения
Учёные отмечают связь вишапакаров Армении со сходными менгирами, установленными на Северном Кавказе и в Европе. Имеются также сходства с аналогичными памятниками в Азии, например, на территории северной Монголии. Хотя стилистически вишапакары Закавказья сильно отличаются и явно выполнены другими племенами, исследователи отмечают интересную взаимосвязь между памятниками, созданными разными народами в сходных ситуациях. Возможно также, что армянские хачкары являются продолжением традиции возведения вишапакаров.

## ЮНЕСКО
Вишапы и культурный ландшафт Тиринкатара номинированы на включение в список Всемирного наследия ЮНЕСКО и могут быть включены в список объектов Всемирного наследия ЮНЕСКО.